# وكالة أنشطة الفضاء البلوفرية

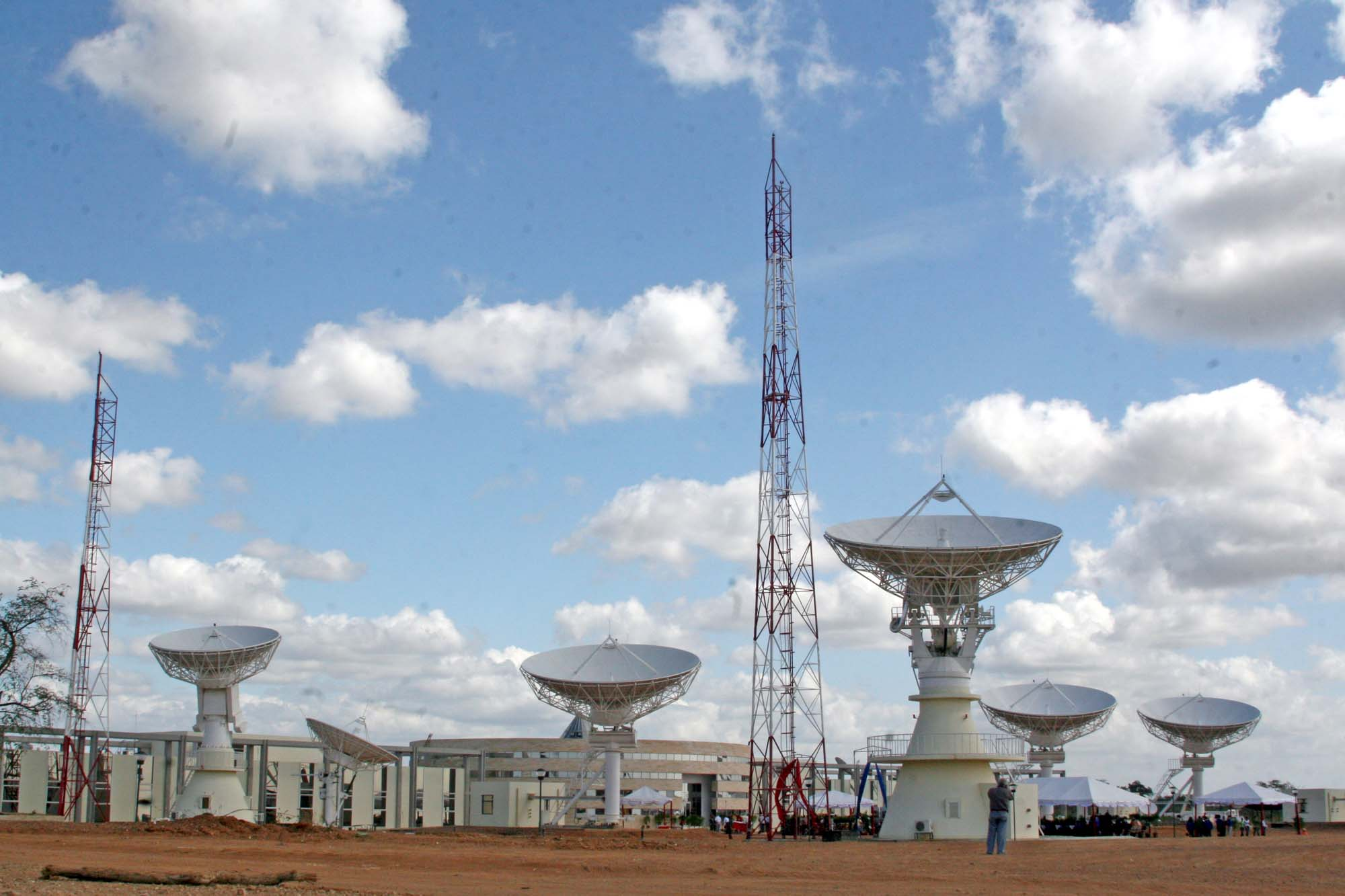

وكالة أنشطة الفضاء البلوفرية (الإسبانية:Agencia Bolivariana para Actividades Espaciales)، هي وكالة تابعة لوزارة الطاقات المشهورة للعلوم والتقنية التابع لڤنزويلا. هدفها تسخير الأموال التابعة للطاقات في البحوث الفضائية. سابقاً عرفت المنظمة بأسم (الإسبانية:Centro Espacial Venezolano). بدأت المنظمة مشاريع الأقمار الصناعية وكان أول هذه المشاريع القمر الصناعي (venesat-1).

## وصلات خارجية
- Official website (بالإسبانية)
- Venezuela's Ministry of the Popular Power for Science and Technology